# Guy Hocquenghem
Guy Hocquenghem, född 3 december 1946 i Paris, Frankrike, död där 28 augusti 1988, var en fransk författare, filosof, queerteoretiker och HBTQ-aktivist. 1971 var han den första mannen att bli delaktig i Front homosexuel d'action révolutionnaire, som tidigare hade grundats av lesbiska HBTQ-aktivister. Som filosof och teoretiker författade han skrifter om polymorfa begär, kritiserade samhällets kontroll av sexualitet och förespråkade pedofili 
Efter upproren i maj 1968 gick han med i det kommunistiska partiet, som dock kom att utesluta honom på grund av hans homosexualitet. Under 1980-talet började han författa experimentella romaner, och gjorde även en dokumentär om HBTQ-historia, Race d'Ep!. Han undervisade i filosofi vid Université de Vincennes à Saint-Denis och skrev flera teoretiska verk. Han hade stor påverkan på vänsterns ideologiska utveckling i Frankrike, men hans rykte har inte spritts internationellt och få översättningar har gjorts av hans romaner och teoretiska verk. 
Det har hävdats att hans Le Désir homosexuel från 1972, med en engelsk översättning från 1978, utgör det första queerteoretiska verket. Med termer från Gilles Deleuze och Félix Guattari kritiserade Hocquenghem inflytelserika modeller för själen och sexuella begär som utvecklats av Jacques Lacan och Sigmund Freud. Han lyfte också fram relationen mellan kapitalism och sexualitet, begärets dynamik och gruppidentiteter hos HBTQ-personer och de politiska effekterna av detta. Han förkastade också möjligheterna till en ny politisk "samhällsorganisation" av HBTQ-karaktär, och föreskrifterna att offra sig själv för framtida generationers skull.
Han dog 1988 i sviterna av Aids.